# قرار مجلس الأمن التابع للأمم المتحدة رقم 489
قرار مجلس الأمن الدولي رقم 489،الذي اعتمد بالإجماع في 8 يوليو 1981،بعد دراسة طلب فانواتو الأنضمام لعضوية الأمم المتحدة،أوصى المجلس الجمعية العامة بقبول طلب فانواتو لعضوية الأمم المتحدة.